# اودولانوو
اودولانوو (به لاتین: Odolanów) یک شهر و گمینا در لهستان است که در گمینا اودولانوو واقع شده‌است. اودولانوو ۴٫۷۶ کیلومتر مربع مساحت و ۴٬۹۶۰ نفر جمعیت دارد.